# 大阪市立三軒家西小学校
大阪市立三軒家西小学校（おおさかしりつ さんげんやにし しょうがっこう）は、大阪府大阪市大正区にある公立小学校。
大正区の北西部・大正駅の北側および西側を校区としている。

## 沿革
1916年に西区（当時）三軒家地域で3番目の尋常小学校・大阪市三軒家第三尋常小学校として、従来の三軒家第一尋常高等小学校（現在の大阪市立三軒家東小学校）および三軒家第二尋常高等小学校（のち三軒家南国民学校。1947年廃校）より校区を分離する形で現在地に設置された。三軒家地域では当時、三軒家第一校を男子小学校、三軒家第二校を女子小学校とする男女別学方式で運営されていたが、三軒家第三校については当初より男女共学として発足している。
1922年には高等科を併設したが、1930年には高等科を廃止している。
国民学校令により、1941年には三軒家西国民学校へ改称した。大阪市では国民学校への改編の際、従来「地域名称＋創立順の番号」の名称で命名されていた学校については番号での校名を廃する方針もあわせて出されたため、三軒家西の校名が採用されている。
太平洋戦争の激化により、大阪市を含む大都市の国民学校について1944年以降、3-6年生児童の学童疎開が実施されることになった。大阪市では縁故疎開を方針としたものの、縁故に頼れない児童については学校から集団疎開に参加させることにした。疎開先の府県は当時の22行政区各区ごとに割り当てられ、大正区の国民学校には徳島県への疎開が指定された。三軒家西校では1944年9月以降、3年生以上の児童が徳島県阿波郡八幡町（のち市場町、現在の阿波市）への集団疎開を実施している。
さらに1945年になると疎開対象者が1-2年生にも広げられた。校区に残っていた1-2年児童も疎開に出発することになったが、1945年時点では米軍が瀬戸内海に機雷を敷設していたため、瀬戸内海を渡って大正区の疎開先に指定されていた徳島県に行くのは危険と判断され、都島区の疎開先に指定されていた石川県へ疎開することになった。三軒家西国民学校の1-2年生と付き添いの教職員らは書類上都島区の淀川国民学校（現在の大阪市立淀川小学校）に転籍し、淀川校に疎開実務を委託する形で石川県羽咋郡羽咋町（現在の羽咋市）への集団疎開を実施した。
1945年3月13日深夜から3月14日未明にかけての第一次大阪大空襲では校区に大きな被害を受け、校舎も被災している。終戦直後の1945年9月17日には、枕崎台風により校舎浸水の被害を受けた。
戦災被害の影響で、1946年には近隣の三軒家東国民学校を休校とし、三軒家西国民学校に統合した。また三軒家南国民学校についても、初等科を三軒家西国民学校に統合している。三軒家南国民学校は高等科単独となり、休校となった旧大正国民学校敷地（現大阪市立大正中央中学校敷地）に移転したが、翌1947年の学制改革により廃止されている。なお大正校への移転前の旧敷地については、1947年の学制改革により誕生した新制中学校・大阪市立大正第一中学校（1949年大阪市立大正東中学校）へ転用されている。
三軒家西国民学校は学制改革により、1947年に大阪市立三軒家西小学校となった。その後地域の復興により、旧三軒家東国民学校が大阪市立三軒家東小学校として、1958年に元の敷地で再開した。

### 年表
- 1916年 - 大阪市三軒家第三尋常小学校として創立。
- 1922年4月7日 - 高等科を併設。大阪市三軒家第三尋常高等小学校に改称。
- 1930年3月31日 - 高等科を廃止。大阪市三軒家第三尋常小学校に改称。
- 1934年9月21日 - 室戸台風で校舎被害。
- 1941年4月1日 - 国民学校令により、大阪市三軒家西国民学校に改称。
- 1944年6月 - 戦争激化のため、貝塚市に集団避難。
- 1944年9月19日 - 徳島県阿波郡に学童集団疎開。
- 1945年3月13日 - 大阪大空襲で被災、校舎一部損壊。
- 1945年4月15日 - 1・2年生児童が石川県羽咋郡羽咋町（現在の羽咋市）へ集団疎開。
- 1945年9月17日 - 枕崎台風で校舎浸水被害。
- 1946年4月1日 - 戦災のため、三軒家東・三軒家南の2国民学校を統合。
- 1947年4月1日 - 学制改革により、大阪市立三軒家西小学校に改称。
- 1950年9月3日 - ジェーン台風で校舎床上浸水被害。
- 1958年4月1日 - 大阪市立三軒家東小学校が復興・再開校。
- 1999年5月 - 大阪市教育委員会から、学校ビオトープ研修モデル校に指定される。

## 通学区域
- 大阪市大正区 三軒家西1丁目・2丁目の全域、三軒家東1丁目のうち大阪環状線以北、泉尾1丁目の一部。

卒業生は大阪市立大正東中学校に進学する。

## 交通
- 大阪環状線 大正駅 南西へ約200m。
- Osaka Metro長堀鶴見緑地線 大正駅 西へ約150m。
- 大阪シティバス 大正橋バス停。